# Utrechtpad
Het Utrechtpad (SP 13) is een wandelroute van 162 kilometer, grotendeels door de provincie Utrecht. Zoals bij streekpaden gebruikelijk is het een rondwandeling. Het is in beide richtingen gemarkeerd met de bekende geel-rode tekens, en in een gidsje beschreven.
De route begint en eindigt in de stad Utrecht, aan de voet van de Domtoren. De route loopt langs de Oudegracht en vanaf Utrecht langs de Kromme Rijn naar Bunnik en Odijk, langs de Langbroekerwetering en de Oude Kromme Rijn naar het Amsterdam-Rijnkanaal naar Wijk bij Duurstede, en naar Leersum. Van Leersum loopt de route door het natuurreservaat Leersumse Veld naar Amerongen, en door het Amerongse Bos naar Veenendaal, en vervolgens langs Scherpenzeel door het natuurgebied Den Treek en het centrum van Amersfoort.
Van Amersfoort gaat de route door een polderlandschap naar Baarn. Na Baarn gaat de route door een bosgebied (en af en toe heide) ten zuiden van Hilversum, en vervolgens door een polderlandschap naar Maarssen. Vanaf Maarssen wordt de Vecht gevolgd. Langs de Utrechtse wijken Zuilen, Ondiep en Pijlsweerd wordt het centrum van Utrecht weer bereikt.
Aansluitingen op het openbaar vervoer zijn voorhanden met stations (op vrij korte afstand van de route) te Utrecht Centraal, Bunnik, Veenendaal, Amersfoort Centraal, Baarn en Hollandsche Rading, en busverbindingen in de meeste overige plaatsen. Kampeermogelijkheden zijn relatief schaars.
Het Utrechtpad kruist op een aantal punten het Waterliniepad, het Trekvogelpad en het Marskramerpad.

## Afbeeldingen

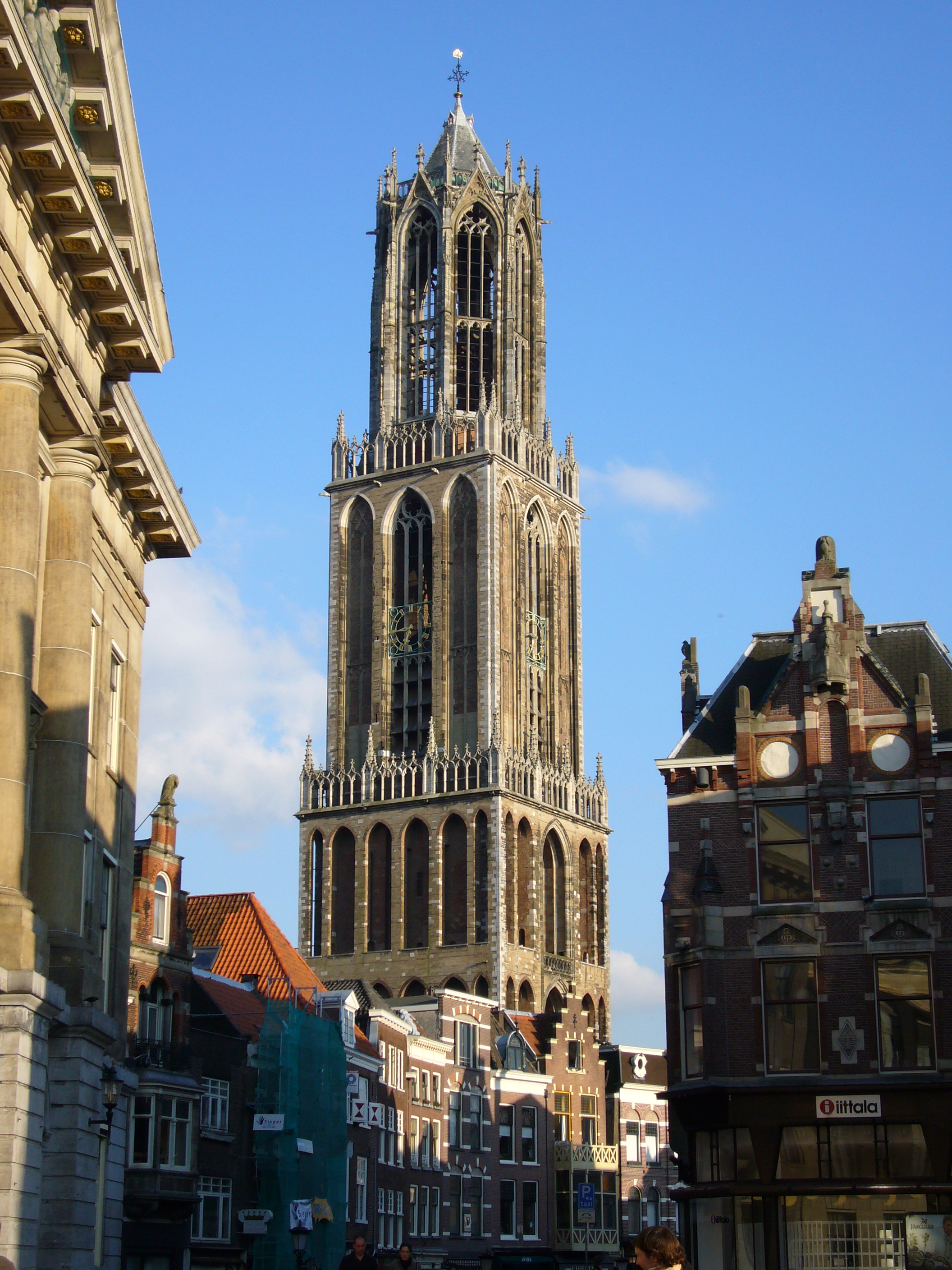
De Domtoren vanaf de Stadhuisbrug
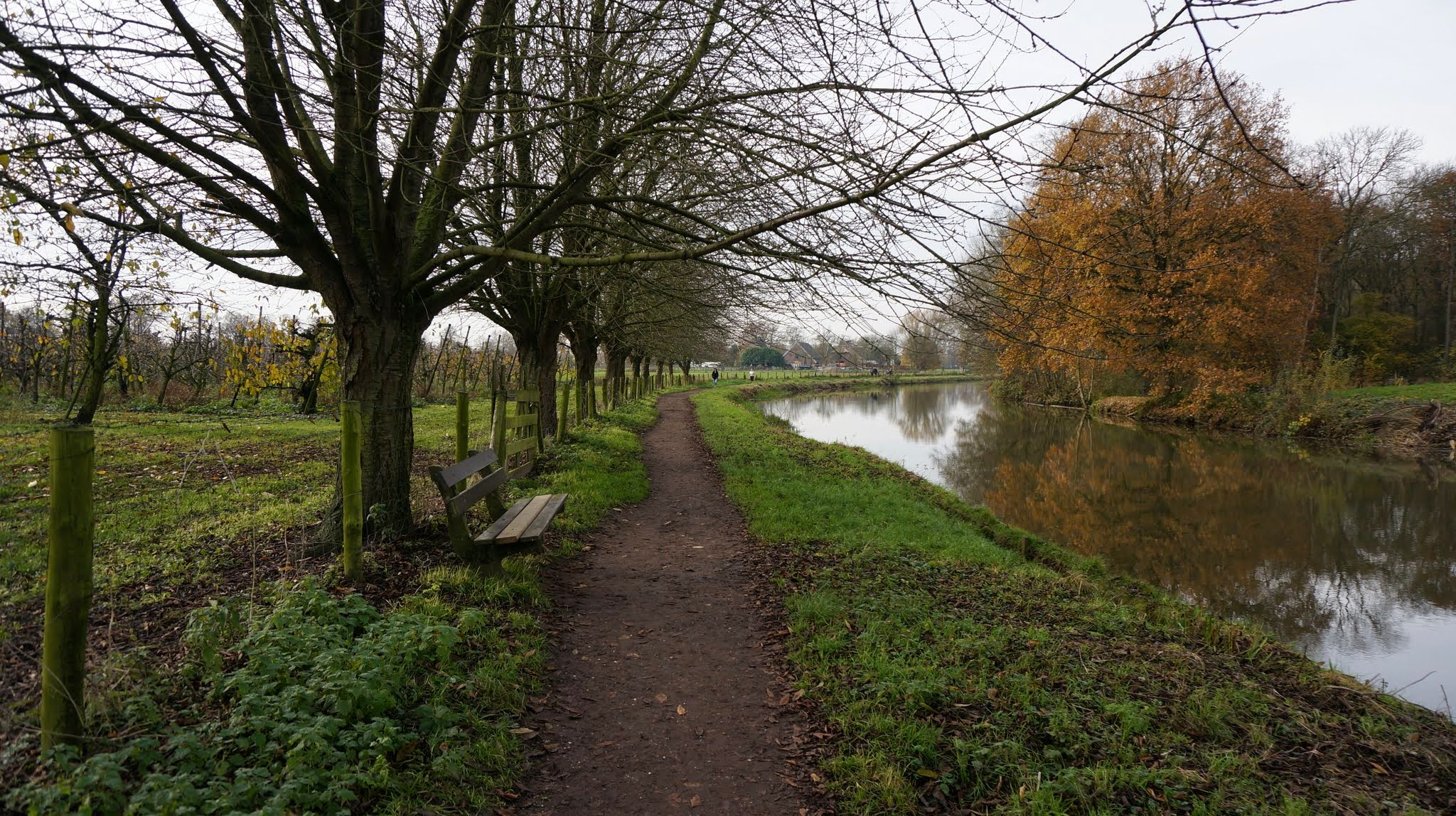
Jaagpad, Bunnik
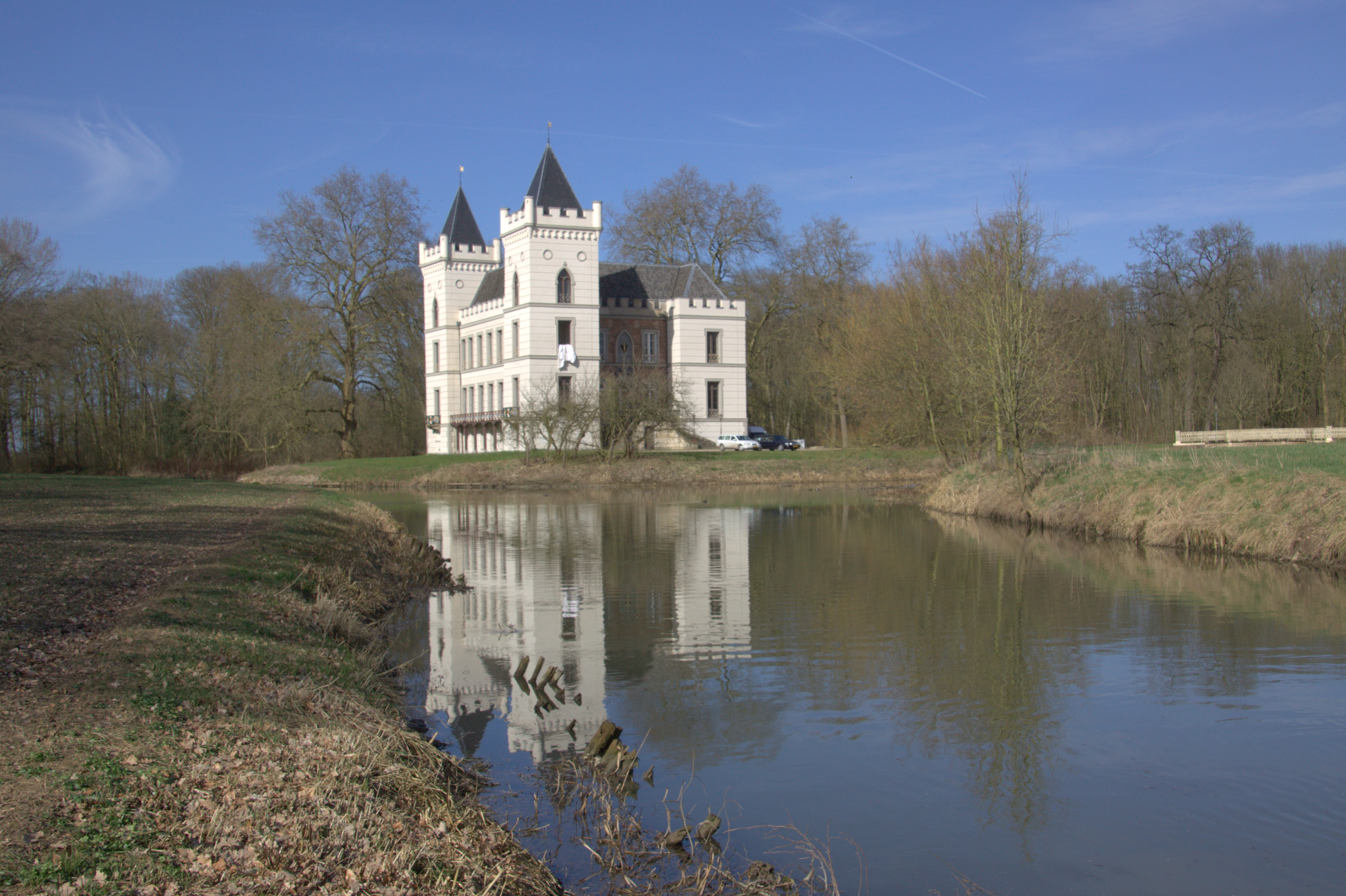
Kasteel Beverweerd, Werkhoven
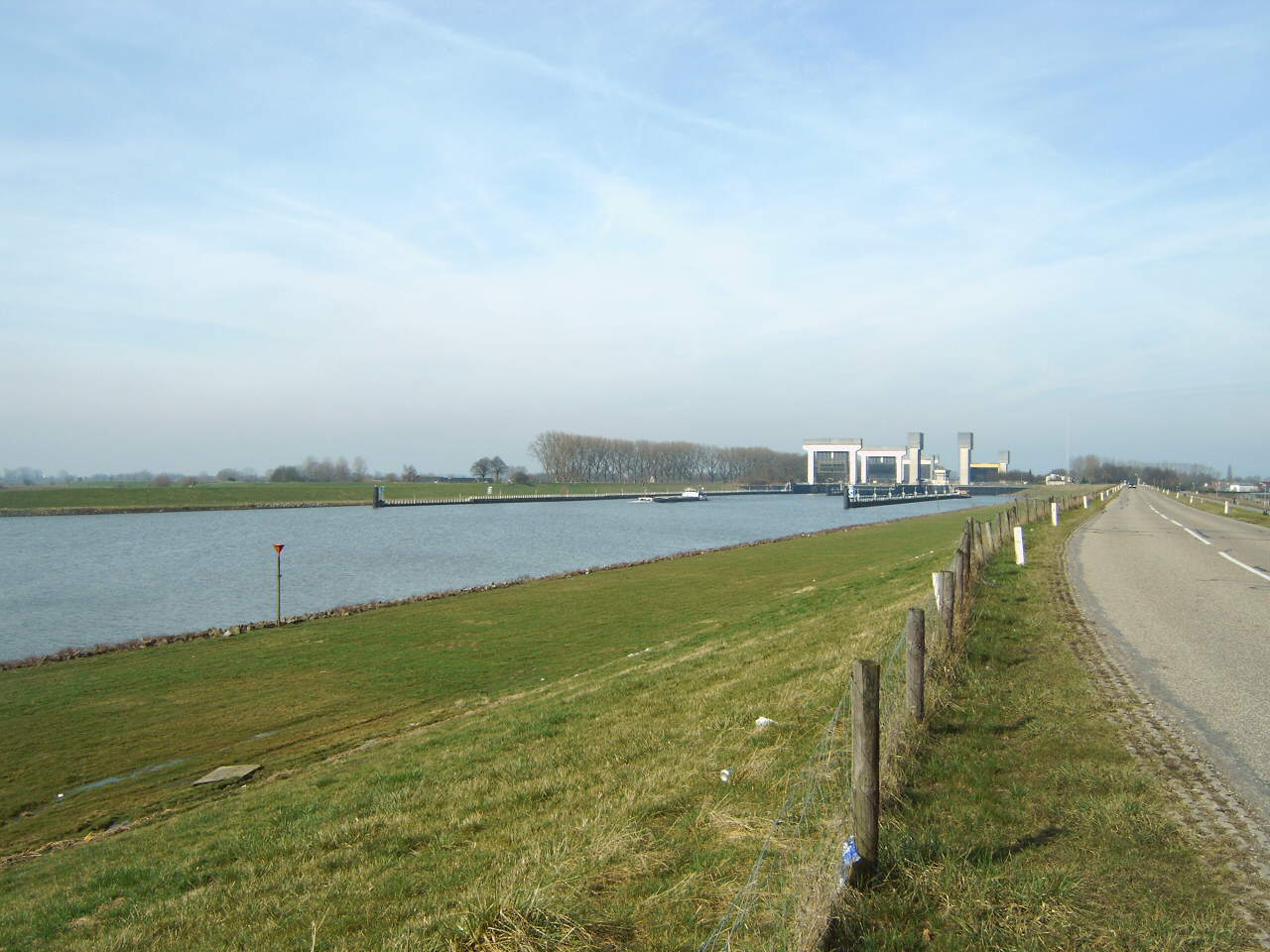
Prinses Irenesluizen, Wijk bij Duurstede
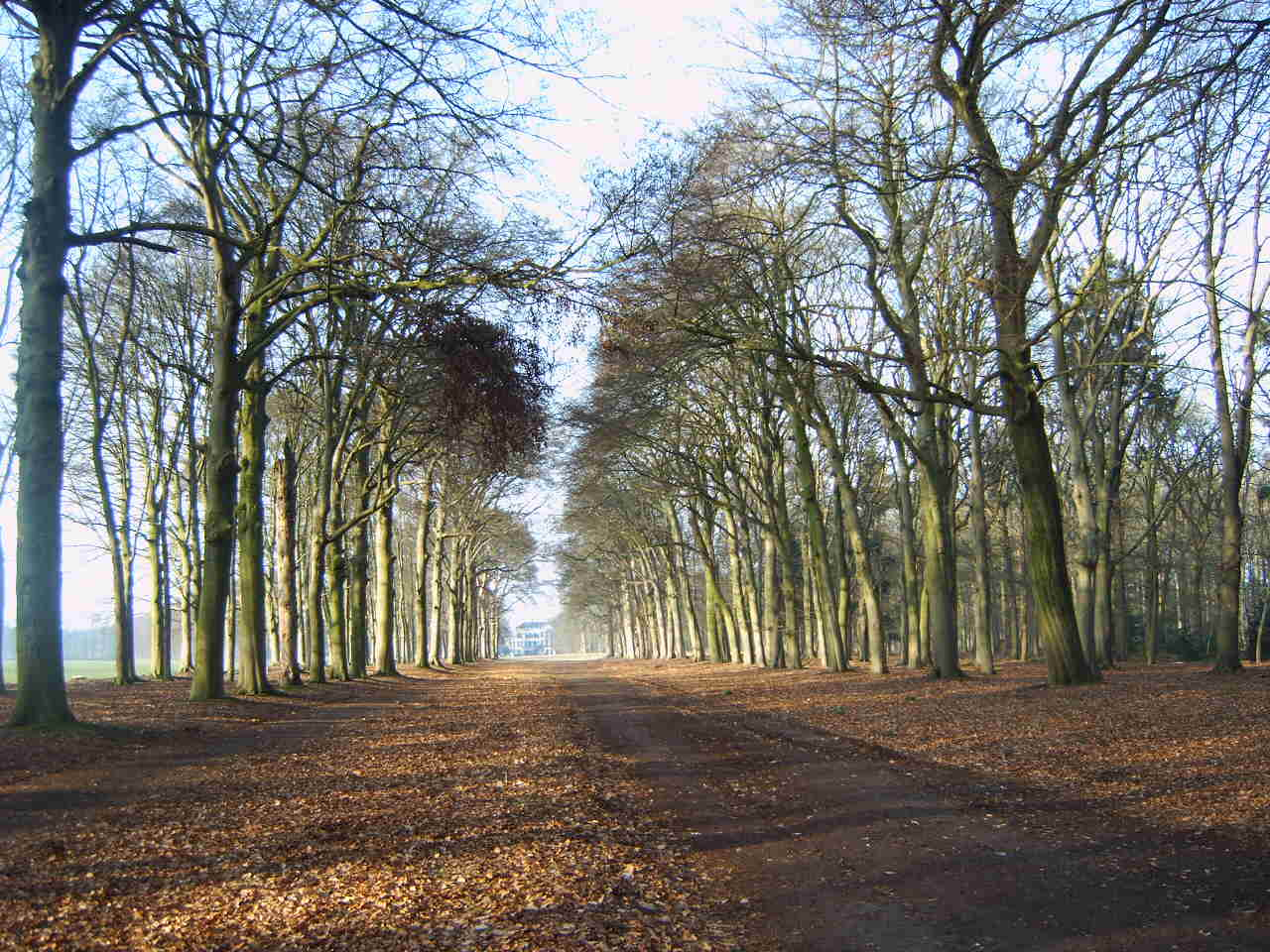
Ten zuiden van Leersum
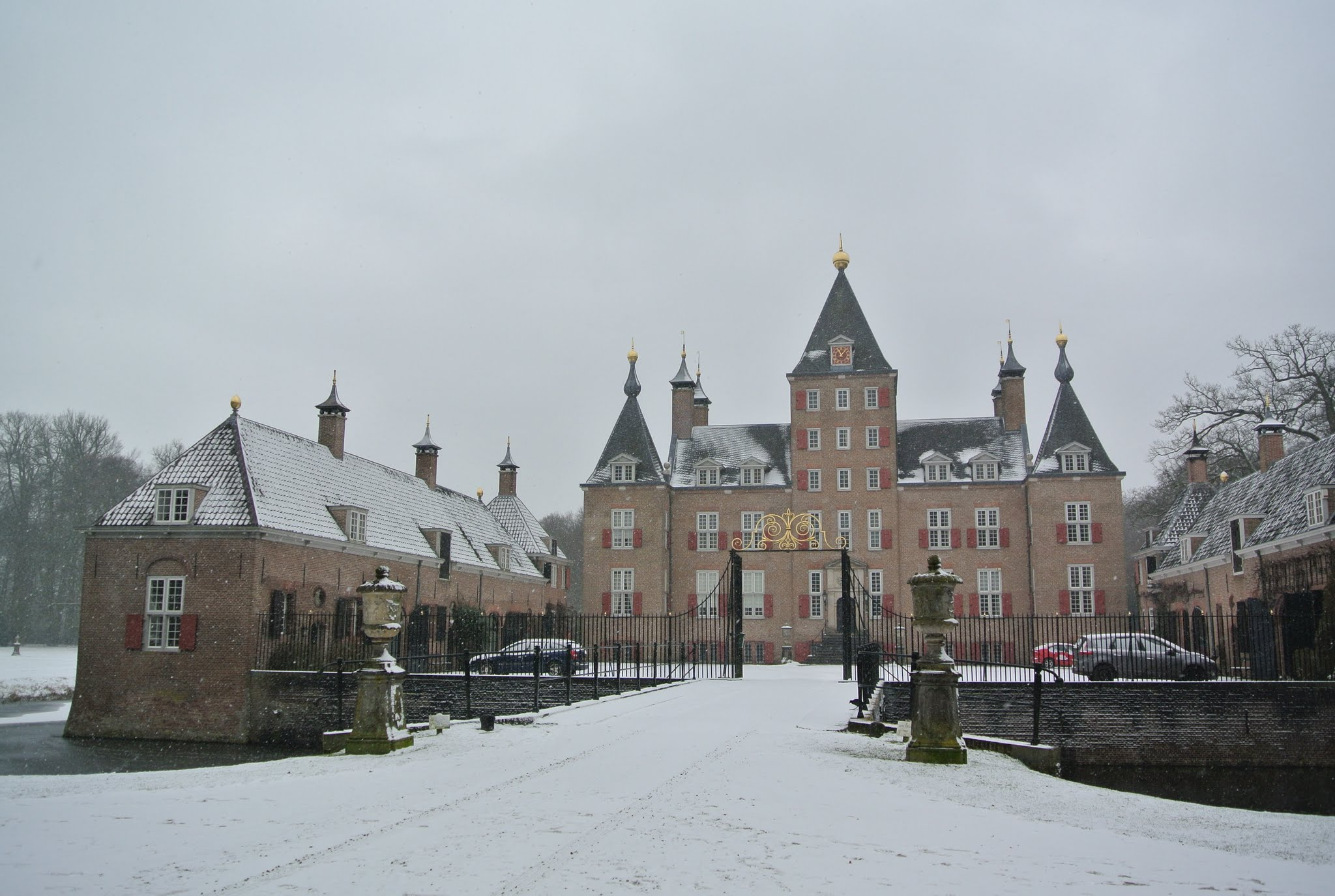
Kasteel Renswoude
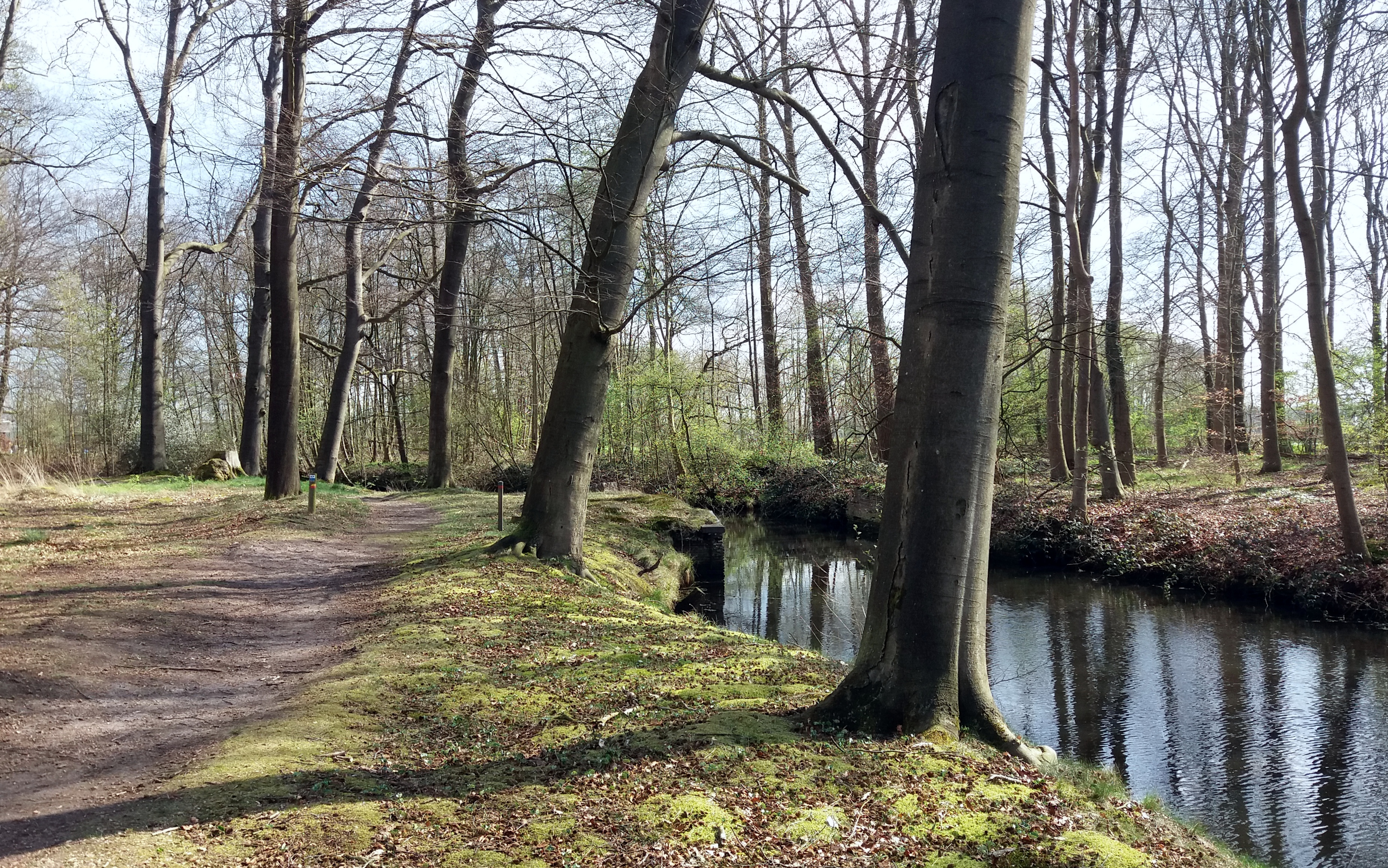
Heiligenbergerbeek
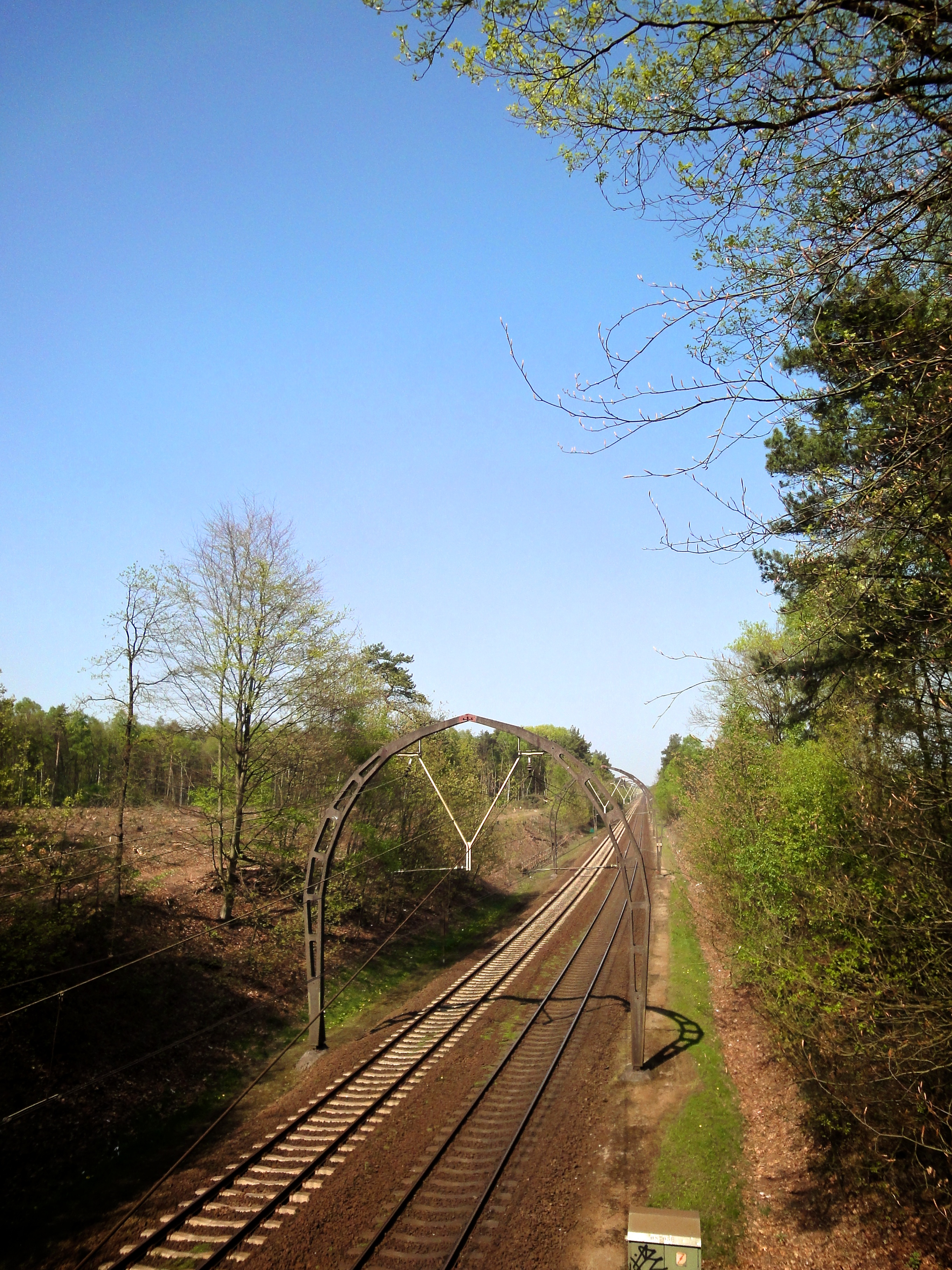
Betonnen bovenleidingportalen, spoorlijn Utrecht-Hiversum
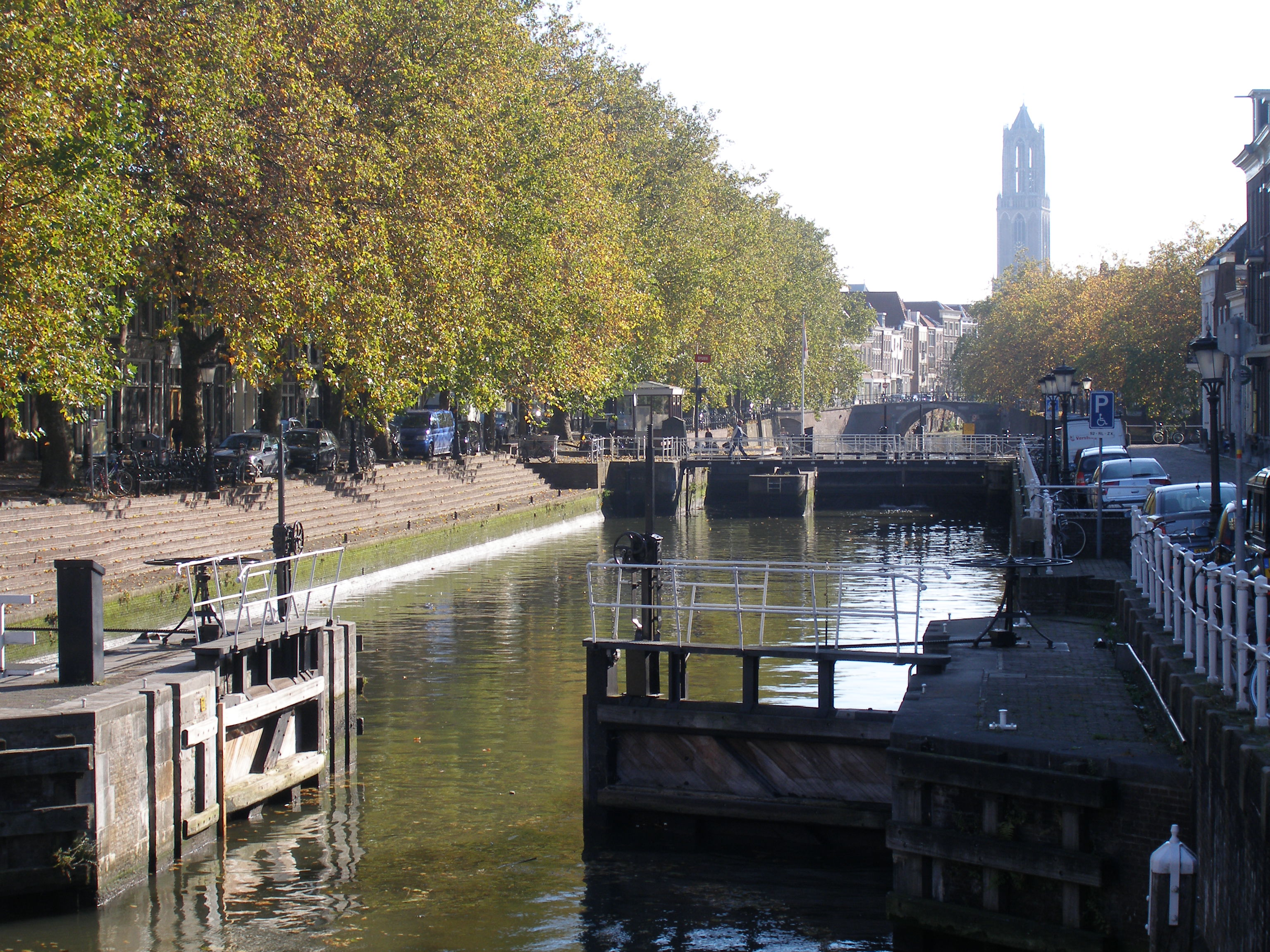
Weerdsluis, Utrecht